# El planeta del tresor
El planeta del tresor (títol original en anglès: Treasure Planet) és un llargmetratge d'animació de Disney del 2002, i torna amb el tema de la novel·la de Robert Louis Stevenson L'illa del tresor (1881), adaptant-la a un univers steampunk i espacial. Ha estat doblada al català.
Encara que havent estat favorablement acollit per la crítica, va ser un fracàs financer amb menys de 110 milions de dòlars de recaptació en sales, per un pressupost de 140 milions. Tot i així, va estar nominada a la millor pel·lícula d'animació als Oscars de 2002, però va perdre davant de El viatge de Chihiro (2001). També va ser nominada a les categories de millor personatge animat, millor disseny en una producció de llargmetratge animat, millor direcció en una producció de llargmetratge animat, millor efecte animat, millor disseny de producció en una producció de llargmetratge animat i millor actuació de veu en una producció de llargmetratge animat dels Premis Annie.

## Argument
Jim Hawkins és un jove que somnia amb aventures des de ben petit. Un dia, un rèptil hominoide greument ferit va aterrar prop de l'alberg de la seva mare i li dona un graciós d'objecte en forma d'esfera abans de morir.
És aviat seguit per una horda de pirates i Jim, la seva mare i el metge Doppler, un client de l'alberg, han d'escapolir-se. L'alberg és destruït. Jim descobreix mentrestant que l'esfera és de fet el mapa del « Botį de mil universos ». El doctor Doppler decideix organitzar una expedició per trobar aquest planeta. Arriba el dia de la sortida. Jim puja com a polissó al vaixell, ha d'ajudar el cuiner, John Silver, un ciborg. Una relació paterna es crea entre aquests dos personatges, John Silver omple la falta afectiva per l'abandó del seu pare. Però Jim aviat s'adona que aquest és el cap d'una motí per recuperar el tresor.

## Repartiment
- Joseph Gordon-Levitt: Jim Hawkins
- Austin Majors: Jim nen
- Martin Short: Ben el robot
- Brian Murray: John Silver
- Emma Thompson: capità Amelia
- David Hyde Pierce: Dr. Delbert Doppler
- Roscoe Lee Brown e: Mr. Arrow
- Michael Wincott: Skroop
- Patrick McGoohan: Billy Bones
- Laurie Metcalf: Sarah Hawkins
- Dane A. Davis: Morph
- Tony Jay: narrador
- Jennifer Sean i Jim Cummings: veus addicionals

## Crítica
- "Una història veritablement meravellosa amb una animació sorprenent (...) Entreteniment sòlid", segons la CNN.[5]

- "L'obra de Robert Louis Stevenson es converteix en una emocionant aventura de ciència-ficció", segons el Chicago Reader,[6]

- "Comença amb la intel·ligent idea de transformar la història en una òpera espacial a la manera antiga (...) Però el seu atractiu es veu afeblit per un guió poc inspirat.", segons Variety.[7]

## Música
La música de la pel·lícula és en gran part de naturalesa orquestral, tot i que inclou dos senzills pop d'èxit moderat ("I'm Still Here" i "Always Know Where You Are") del líder de The Goo Goo Dolls, John Rzeznik, i del grup de pop-rock britànic, BBMak. Ambdues cançons van ser escrites i interpretades per John Rzeznik a la pel·lícula, però BBMak va gravar "Always Know Where You Are" per a l'àlbum musical de l'obra. La banda sonora va ser composta per James Newton Howard, que va dir que es trobava «molt en la meravellosa tradició de Korngold i Tiomkin i Steiner», i la descrivia com una barreja de música moderna «d'estil clàssic» en l'esperit de La guerra de les galàxies i de música celta. El violinista escocès Alasdair Fraser està acreditat com el co-compositor de la cançó "Silver Leaves", i també figura com a solista als crèdits de la pel·lícula.
Walt Disney Records va publicar l'àlbum de la banda sonora el 19 de novembre de 2002 i va rebre una acollida crítica positiva, rebent una nota especial a 12 Years Later.